# Быховская, Анна Марковна
Анна Марковна Быховская (1901—1996) — первый декан биологического факультета Московского университета.

## Биография
Родилась в городе Велиж (позднее Западной области). Среднее образование получила экстерном, так как учиться в гимназии не могла из-за отсутствия средств. Давала частные уроки,  работала учительницей в начальной школе. В 1920 году вступила в ВКП(б). 
В 1927 окончила биологическое отделение физико-математического факультета МГУ. Поступила в аспирантуру к Г. И.  Роскину на кафедру  цитологии и гистологии. Имела звание доцент.   
Первый декан после образования биологического факультета Московского университета и пока единственный декан-женщина в его истории. Назначена на эту должность 21 августа 1930 года. Занимала должность декана с 1930 по 1931. 18 апреля 1931 года в Университете ликвидирована факультетско-кафедральная структура. А. М. Быховская назначена главой зоологического отделения МГУ. С 1 мая 1933 факультеты в МГУ восстановлены — Быховская назначена исполняющей обязанности декана биологического факультета.  В 1935—1937 годах  директор НИИ Зоологии МГУ.  
10 июня 1937 декан Быховская отстранена от руководства Биологическим факультетом с формулировкой как «допустившая в своей работе ряд политических ошибок и притупившая партийную бдительность».  В том же 1937 была арестована с должности директора НИИ Зоологии МГУ.  
С 1947 работала в Самарканде в Институте медицинской паразитологии и малярии, в 1960-е годы на должности заместителя директора по административной части. 
Скончалась в независимом Узбекистане за 10 дней до 95-летия.

## Труды
- Быховская А. М. 1960. Республиканское совещание и научная конференция по вопросам борьбы с паразитарными заболеваниями в Узбекистане. 1) Мед. ж. Узбекистана. No 11, 74—75.
- Быховская А. М., Ибадов А. У. Леонид Михайлович Исаев, Ташкент, 1964
- Крамарь В. С., Быховская А. М., Каторкин Е. Н. и др. — «Мед. паразитол.», 1974, No 6, с. 694—697.
- Крамарь В. С., Кудрявцева Н. Ф., Быховская А. М. и др. — «Мед. паразитол.», No 3, с. 293—296.

## Адреса
- до октября 1937 — Москва, ул. Маросейка, 9, кв. 34[1].

### Рекомендуемые источники
- Автобиография – "Фронт науки и техники", 1936, № 3.
- "За пролет. кадры", 17 июня  1937. Статья нападает на нее за мягкость к "врагам";
- "За пролет. кадры", 17 октября 1937. Статья объявляет, что она сама "враг".
- Слухов Ф. 90 лет ее жизни:  В  эти  весенние праздничные дни старейшая  жительница  Самарканда  А.  М.  Быховская  отмечает свой  «круглый»  юбилей // Ленинский  путь,—1991,—20  марта.